# Wilbur F. Sanders

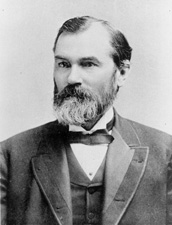
Wilbur F. Sanders

Wilbur Fiske Sanders, född 2 maj 1834 i Leon, New York, död 7 juli 1905 i Helena, Montana, var en amerikansk republikansk politiker. Han representerade delstaten Montana i USA:s senat 1890-1893.
Sanders studerade juridik i Ohio och inledde 1856 sin karriär som advokat. Han deltog i amerikanska inbördeskriget som officer i nordstaternas armé. Efter kriget flyttade han till den delen av Idahoterritoriet som senare skildes åt till Montanaterritoriet. Montana blev 1889 USA:s 41:s delstat. Till de två första senatorerna valdes Sanders och Thomas C. Power. Sanders ställde upp för omval men det uppstod ett dödläge i delstatens lagstiftande församling. Först 1895 valdes partikamraten Lee Mantle till Sanders efterträdare.
Sanders avled 1905 och gravsattes på Forestvale Cemetery i Helena. Sanders County har fått sitt namn efter Wilbur F. Sanders.